# Де Йонг, Питер
Хендрикюс Питер де Йонг (нидерл. Hendrikus Pieter de Jongh, род. 8 декабря 1970, Асперен) — нидерландский футбольный тренер и функционер.

## Карьера
В качестве игрока выступал за любительские коллективы. Ещё до своего двадцатилетия де Йонг начал свою тренерскую карьеру. В первое время он работал с юниорами «Валвейка», а затем — с малоизвестными коллективами. Являлся юниорским тренером при Королевском футбольном союзе Нидерландов. Некоторое время трудился в Молдавии, после чего переехал в Венгрию. Там он работал директором академии клуба «Гонвед».
В 2015 году перебрался на африканский континент, где занимал тренерские и руководящие должности в нескольких странах. Возглавлял сборную Эсватини. В феврале 2022 года де Йонг был назначен на пост главного тренера сборной Сомали.

## Достижения
- Обладатель Кубка независимости Зимбабве (1): 2019.